# Crusaders Strikers Football Club
Maillots
Actualités
Le Crusaders Strikers Football Club est un club nord-irlandais de football féminin basé à Newtownabbey.

## Histoire
Le Newtownabbey Strikers WFC est fondé en 1994 d'une fusion de deux clubs, le club de jeunes du Rathcoole Presbyterian Youth Club et Belstar, un club de l'ouest de Belfast. Les Newtownabbey Strikers sont affiliés à la Fédération d'Irlande du Nord de football deux ans plus tard et jouent pour la première fois dans l'élite du Championnat d'Irlande du Nord en 1999. Le club devient avec le Glentoran Belfast United l'un des clubs les plus titrés des années 2000 avec 5 titres de champion entre 2002 et 2010 ainsi qu'une Coupe nationale.
Le club s'associe en 2009 avec le Crusaders Football Club et est renommé Crusaders Newtownabbey Strikers.

## Palmarès
- Championnat d'Irlande du Nord : 
  - Champion : 2002, 2003, 2005, 2009, 2010 et 2012
- Coupe d'Irlande du Nord :
  - Vainqueur : 2005 et 2011
  - Finaliste : 2007, 2009, 2010, 2012, 2013 et 2015
- Coupe de la Ligue d'Irlande du Nord :
  - Vainqueur : 2002, 2003, 2004 et 2007